# Aleksander Kwiatek
Aleksander Kwiatek – polski historyk, dr hab. nauk humanistycznych, profesor uczelni Instytutu Nauk o Polityce i Administracji Wydziału Nauk o Polityce i Komunikacji Społecznej Uniwersytetu Opolskiego.

## Życiorys
Obronił pracę doktorską, 1 stycznia 1992 habilitował się na podstawie pracy zatytułowanej Przywódca i przywództwo narodowe na Górnym Śląsku w polskiej tradycji (1848-1914). Został zatrudniony na stanowisku profesora nadzwyczajnego w Instytucie Politologii na Wydziale Nauk Społecznych Uniwersytetu Opolskiego.
Jest zatrudniony na stanowisku profesora uczelni Instytutu Nauk o Polityce i Administracji Wydziału Nauk o Polityce i Komunikacji Społecznej Uniwersytetu Opolskiego.